# سیما چیان
سیما چیان (چینی سنتی: 司馬遷 ) (به انگلیسی: Sima Qian)(۱۴۵–۸۶ قبل از میلاد) کاتب بزرگ دودمان هان و پدر تاریخ‌نگاری چینی بود. او نویسنده کتاب شیجی است. در این کتاب به شرح رویدادهای بیش از دو هزار سال از تاریخ چین از امپراتور زرد تا امپراتور هان وودی پرداخته شده‌است.